# Cascade Locks
Cascade Locks az Amerikai Egyesült Államok északnyugati részén, Oregon állam Hood River megyéjében helyezkedik el. A 2010. évi népszámláláskor 1144 lakosa volt. A város területe 7,87 km², melyből 2,49 km² vízi.

## Történet
A város nevét a Columbia-folyón létesített zsilipekről kapta, amelyeket a navigáció megkönnyítése érdekében építettek. A szövetségi kormány 1875-ben fogadta el a tervezetet; a zsilipek építése 1878-ban kezdődött, és 1896. november 5-én lettek kész. 1938-ban ezeket lecserélték a Bonneville-i-gátra. A település a Bonneville-tó a várostól délre való 6 km-es megnagyobbításával nem veszett területéből.
A Warm Springs indián törzs 1998 óta szeretne kaszinót létesíteni a városban. A település 2008 óta próbálja elérni, hogy a Nestlé az állami tulajdonú Oxbow-forráson palackozóüzemet létesítsen, és ezzel a városnak bevételt hozzon. 2016 májusában a témában népszavazást tartottak: a megye lakóinak 65%-a a tervezet ellen szavazott, a város lakóinak viszont 58%-a mellette voksolt. Mind a megye, mind a település az alapító okiratuk szerint működnek.

## Földrajz és éghajlat

### Földrajz
A Népszámlálási Hivatal adatai alapján a város területe 7,87 km², melyből 2,49 km² vízi.
A település a Portlandet és Hood Rivert összekötő Istenek hídjától nem messze helyezkedik el; valamint az Eagle Creek Gorge-tól, a Csendes-óceáni-gerinc-ösvény alternatív útvonalától néhány mérföldre található. A városban gyakran megfordulnak a Columbia-folyóhoz induló túrázók. Cascade Locks az ország két határa között, Kaliforniától Washingtonig futó ösvény legalacsonyabban fekvő pontja.

### Éghajlat
A térség nyarai melegek (de nem forróak) és szárazak; a havi maximum átlaghőmérséklet 22 °C. A Köppen-skála alapján a város éghajlata meleg nyári mediterrán (Csb-vel jelölve). A legcsapadékosabb a november–december, a legszárazabb pedig a július–augusztus közötti időszak. A legmelegebb hónap július és augusztus, a leghidegebb pedig december.
| Hónap                                                          | Jan.  | Feb.  | Már. | Ápr. | Máj. | Jún. | Júl. | Aug.  | Szep. | Okt. | Nov.  | Dec.  | Év    |
| -------------------------------------------------------------- | ----- | ----- | ---- | ---- | ---- | ---- | ---- | ----- | ----- | ---- | ----- | ----- | ----- |
| Rekord max. hőmérséklet (°C)                                   | 17,8  | 20,0  | 23,9 | 31,1 | 36,7 | 40,0 | 41,7 | 41,7  | 37,8  | 30,0 | 26,7  | 18,3  | 41,7  |
| Átlagos max. hőmérséklet (°C)                                  | 6,7   | 8,9   | 12,8 | 16,1 | 19,4 | 22,8 | 26,7 | 26,7  | 23,9  | 17,8 | 10,6  | 6,1   | 16,6  |
| Átlaghőmérséklet (°C)                                          | 4,3   | 6,1   | 8,4  | 11,1 | 14,2 | 17,3 | 20,3 | 20,3  | 17,8  | 13,1 | 7,5   | 3,9   | 12,1  |
| Átlagos min. hőmérséklet (°C)                                  | 1,7   | 2,2   | 3,9  | 6,1  | 8,9  | 11,7 | 13,9 | 13,9  | 11,7  | 8,3  | 4,4   | 1,7   | 7,4   |
| Rekord min. hőmérséklet (°C)                                   | −20,6 | −20,6 | −6,7 | −3,3 | −0,6 | 2,8  | 6,1  | −48,3 | 1,1   | −1,7 | −12,8 | −18,0 | −48,3 |
| Átl. csapadékmennyiség (mm)                                    | 278   | 231   | 206  | 156  | 103  | 84   | 23   | 28    | 68    | 159  | 321   | 318   | 1975  |
| Forrás: The Weather Channel és Western Regional Climate Center |       |       |      |      |      |      |      |       |       |      |       |       |       |

## Népesség

### 2010
A 2010-es népszámláláskor a városnak 1144 lakója, 445 háztartása és 305 családja volt. A népsűrűség 213,2 fő/km2. A lakóegységek száma 502, sűrűségük 93,1 db/km2. A lakosok 87,7%-a fehér, 0,5%-a afroamerikai, 1,8%-a indián, 0,9%-a ázsiai, 0,6%-a a Csendes-óceáni szigetekről származik, 2,7%-a egyéb, 5,8%-a pedig kettő vagy több etnikumú. A spanyol vagy latino származásúak aránya 9,1% (8,4% mexikói, 0,4% Puerto Ricó-i,  0,3% egyéb spanyol vagy latino származású.)
A háztartások 25,6%-ában élt 18 évnél fiatalabb. 47,2% házas, 13,7% egyedülálló nő, 7,6% egyedülálló férfi, 31,5% pedig nem család. 21,6% egyedül élt; 7,4%-uk 65 éves vagy idősebb. Egy háztartásban átlagosan 2,57 személy élt; a családok átlagmérete 2,95 fő.
A medián életkor 40,8 év volt. A város lakóinak 20,8%-a 18 évesnél fiatalabb, 10,3% 18 és 24 év közötti, 24,4%-uk 25 és 44 év közötti, 32,9%-uk 45 és 64 év közötti, 11,5%-uk pedig 65 éves vagy idősebb. A lakosok 51,5%-a férfi, 48,5%-a pedig nő.

### 2000
A 2000-es népszámláláskor  a városnak 1115 lakója, 427 háztartása és 314 családja volt. A népsűrűség 206,9 fő/km2. A lakóegységek száma 476, sűrűségük 88,3 db/km2. A lakosok 89,15%-a fehér, 0,09%-a afroamerikai, 4,22%-a indián, 0,72%-a ázsiai,  2,6%-a egyéb-, 3,23%-a pedig kettő vagy több etnikumú. A spanyol vagy latino származásúak aránya 7,17% (6,4% mexikói, 0,5% Puerto Ricó-i,  0,3% pedig egyéb spanyol/latino származású.)
A háztartások 37,2%-ában élt 18 évnél fiatalabb. 57,4% házas, 11,7% egyedülálló nő; 26,5% pedig nem család. 21,5% egyedül élt; 8,2%-uk 65 éves vagy idősebb. Egy háztartásban átlagosan 2,61 személy élt; a családok átlagmérete 2,98 fő.
A város lakóinak 28,7%-a 18 évesnél fiatalabb, 6,7% 18 és 24 év közötti, 31,5%-uk 25 és 44 év közötti, 21,4%-uk 45 és 64 év közötti, 11,7%-uk pedig 65 éves vagy idősebb. A medián életkor 36 év volt. Minden 100 nőre 98,8 férfi jut; a 18 évnél idősebb nőknél ez az arány 97,3.
A háztartások medián bevétele 35 284 amerikai dollár, ez az érték családoknál $37 422. A férfiak medián keresete $35 469, míg a nőké $25 234. A város egy főre jutó bevétele (PCI) $15 359. A családok 17%-a, a teljes népesség 19%-a élt létminimum alatt; a 18 év alattiaknál ez a szám 22,1%, a 65 évnél idősebbeknél pedig 9,4%.

## Gazdaság
A Nestlé 2008-ban kereste meg a város vezetőségét a környékbeli forrás hasznosítására irányuló ötletével. 2015 áprilisában az önkormányzat és a halászati- és vadvédelmi hivatal azért fordult az Oregoni Vízgazdálkodási Hivatalhoz, hogy az Oxbow-forrás kezelési jogait eladhassák a Nestlének; a folyamat nem igényel ellenőrzést. Mivel a vizek állami tulajdonban vannak, ezért a település a forrás vizét szeretné saját célra használni, majd így továbbadni azt; a tervezetet 80 000 lakos és több bíró is kritizálta. A városban 18,8% a munkanélküliség; az 50 millió dollárért felépülő palackozóüzem 50 embert foglalkoztatna, az adóbevételeket pedig 67%-kal növelné.

## Közlekedés
A városon keresztülhalad az Interstate 84-ből kiágazó 30-as út. A települést a Washington állambeli 14-es úttal az Istenek hídja köti össze.
Cascade Lockstól 2 km-re északkeletre található a Cascade Locks-i állami repülőtér.

## Fordítás
Ez a szócikk részben vagy egészben  a   Cascade Locks, Oregon című angol Wikipédia-szócikk ezen változatának fordításán alapul.  Az eredeti cikk szerkesztőit annak laptörténete sorolja fel. Ez a jelzés csupán a megfogalmazás eredetét és a szerzői jogokat jelzi, nem szolgál a cikkben szereplő információk forrásmegjelöléseként.